# Luisa Hornung
Luisa Hornung (* 13. November 1996) ist eine ehemalige deutsche Skeletonpilotin.

## Karriere
Luisa Hornung begann im Jahr 2013 mit den Skeletonsport und nahm im Jahr 2015 in Winterberg erstmals an den deutschen Skeleton-Meisterschaften teil. Bei ihrem Debüt konnte sie auf der Bobbahn Winterberg Hochsauerland den elften Platz bei 17. Teilnehmerinnen belegen. Bei den deutschen Skeleton-Meisterschaften 2016, die vom 27. bis zum 30. Dezember 2015 auf der Rennschlitten- und Bobbahn Altenberg stattfand, konnte sie bei zehn Starterinnen den sechsten Platz belegen. Nach dem Jahreswechsel durfte sie am 14. Januar 2016 in Königssee ihr internationales Debüt im Skeleton-Europacup geben. Bei ihrem Debüt verpasste sie auf der Kunsteisbahn Königssee hinter den beiden deutschen Maxi Just und Janine Becker sowie der Brittin Ashleigh Fay Pittaway mit dem vierten Platz knapp das Podest. Einen Tag später belegte sie beim zweiten Rennen am Königssee den sechsten Platz.
Vor der Saison 2016/17 nahm sie in Königssee an den deutschen Meisterschaften 2017 teil. Sie belegte dabei hinter Jacqueline Lölling, Anna Fernstädt und Corina Leipold nach zwei Läufen den vierten Platz auf der Kunsteisbahn Königssee und verpasste damit knapp eine Medaille. In der Saison 2016/17 ging sie erneut im Europacup an den Start und direkt beim ersten Europacup der Saison in Sigulda konnte sie am 4. November 2016 erstmals auf das Podest fahren, als sie hinter Anna Fernstädt und der Russin Renata Chusina den dritten Platz belegte. Am Ende der Saison konnte sie beim Europacup-Abschluss in Altenberg erneut auf das Podest fahren. Am 19. und am 20. Dezember belegte sie jeweils hinter Tamara Seer auf den DKB-Eiskanal den zweiten Platz. Am Ende der Saison belegte sie mit 235 Punkten, welche sie in fünf von acht Europacup-Rennen gesammelt hat, den sechsten Platz in der Gesamtwertung des Europacups.
Nachdem sie in der Saison 2017/18 nur an zwei Europacup-Rennen teilgenommen und bei der deutschen Meisterschaft in Winterberg den sechsten Platz belegt hatte, ging sie in der Saison 2018/19 wieder häufiger im Europacup an den Start. Nachdem sie jeweils den vierten Platz bei dem Europacup-Rennen in Winterberg (23. November 2018) und den Europacup-Rennen in Königssee (6. und 7. Dezember 2018) belegte, ging sie zwischen den 19. und 22. Dezember 2018 bei den deutschen Skeleton-Meisterschaften 2019 in Altenberg an den Start und belegte auf den ENSO-Eiskanal nach zwei Läufen den vierten Platz.
Nach dem Jahreswechsel startete sie in Altenberg bei den Europacup-Rennen an den Start. Am 11. Januar 2019 belegte sie hinter ihrer Teamkollegin Janine Becker und vor ihrer Teamkollegin Hannah Neise den zweiten Platz. Einen Tag später belegte sie beim zweiten Rennen auf den ENSO-Eiskanal den dritten Platz gemeinsam mit der Russin Alina Tararytschenkowa hinter Janine Becker und Hannah Neise den dritten Platz. Beim Saison-Abschluss in Sigulda belegte sie den sechsten Platz. Race-in-Race wurde zudem die Junioren-Europameisterschaft ausgetragen und in dieser Wertung beendete sie den Wettbewerb ebenfalls auf den sechsten Platz. Am Ende der Saison belegte sie mit 386 Punkten beim deutschen Vierfachsieg in der Gesamtwertung den dritten Platz.
Vor der Saison 2019/20 ging sie am Königssee bei den deutschen Meisterschaften im Skeleton an den Start und belegte dabei nach zwei Läufen den achten Platz. In der Saison 2019/20 durfte Luisa Hornung im Skeleton-Intercontinentalcup debütierten. In Sotschi belegte sie am 23. November 2019 bei ihrem Debüt den 15. Platz. Einen Tag später belegte im Sliding Center Sanki mit den siebten Platz ihr erstes Top-Ten-Resultat im Intercontinentalcup. Zwei Wochen später belegte sie am 7. Dezember 2018 beim Intercontinentalcup-Rennen in Winterberg den dreizehnten Platz.
Zum Jahresabschluss nahm sie in Königssee am Skeleton-Europacup teil. Nachdem sie beim ersten Rennen am 14. Dezember nur den siebten Platz belegte, beendete sie einen Tag später das Rennen auf den zweiten Platz hinter der Lettin Endija Tērauda und vor der Britin Amelia Coltman den zweiten Platz. Nach dem Jahreswechsel bestritt sie erstmals Rennen in Übersee. In Lake Placid ging sie bei den beiden Intercontinentalcup-Rennen an den Start und belegte dabei den elften und zwölften Platz. Mit 328 Punkten beendete sie die Saison in der Intercontinentalcup-Gesamtwertung auf den zwölften Platz. Zum Abschluss der Saison nahm sie zum ersten Mal in ihrer Karriere an einer Skeleton-Juniorenweltmeisterschaft teil. In Winterberg war sie die älteste Starterin bei der Skeleton-Juniorenweltmeisterschaft 2019 noch vor ihrer ehemaligen Teamkollegin Anna Fernstädt, welche zehn Tage jünger ist. Nachdem sie nach den ersten Lauf in der Veltins-Eisarena nur den zehnten Platz belegt hatte, konnte sie sich im zweiten Lauf mit der zweitbesten Zeit noch auf den siebten Platz verbessern. Nach dem Ende der Saison gab sie am 9. März 2020 ihr Karriereende bekannt.